# Bondböna
Bondböna (Vicia faba) eller favaböna är en art i familjen ärtväxter. Arten förekommer inte vild utan har uppstått i kultur i norra Afrika och sydvästra Asien, och odlas nu på många håll. Bondbönan är den ursprungliga "bönan". Namnet överfördes senare på arter i det amerikanska bönsläktet, däribland den vanliga bönan.
Bondbönan odlades redan på 1200-talet i Sverige. Den var fram till 1940-talet en mycket vanlig grönsak i Sverige. I Bohuslän odlade man ofta bondbönor för att gråärterna (foderärterna) skulle ha något att klättra på. I Östergötland sådde man bondbönor mellan potatisraderna.

## Utseende och ekologi
Bondböna är en upprätt ettårig ört med parbladiga blad. Blommorna sitter i klasar från bladvecken och är vita med svarta fläckar. Hos bondbönor är baljan bred och platt, och bönorna ligger fodrade med mjuk, vit vaddliknande vävnad. Själva fröna är också breda och platta, ljusgröna. Liksom andra ärtväxter kan bondböneplantor fixera det kväve de behöver genom symbios med bakterier av släktet Rhizobium.

## Ätlighet och giftighet
Bör ej konsumeras av personer som behandlas med monoaminoxidashämmare (ett antidepressivt läkemedel) då den innehåller höga halter av tyramin.
Bondbönor bör också undvikas av personer som lider av favism, en ovanlig åkomma, eftersom bönorna innehåller glykosiden vicin som hos dessa personer kan orsaka en potentiellt livsfarlig hemolytisk kris.

## Sortgrupper
Förutom de sorter som står nära ursprunget och kallas bondbönor, finns två sortgrupper:
- Hästböna (V. faba Equina-Gruppen) - odlas som foderväxt.
- Åkerböna (V. faba Minuta-Gruppen) - odlas som grönsak, gröngödsel och foderväxt.